# Bataille d'Anéfis (2014)
Pour les articles homonymes, voir Bataille d'Anéfis.
Guerre du Mali
Batailles
La troisième bataille d'Anéfis se déroule lors de la guerre du Mali.

## Prélude
Le 21 mai 2014, les forces rebelles du MNLA, du HCUA et du MAA chassent les forces maliennes de la ville de Kidal lors de la troisième bataille de Kidal. Les Maliens se replient sur la ville de Gao et abandonnent au passage Anéfis qu'ils avaient conquise le 5 juin 2013 lors de la deuxième bataille d'Anéfis. Dès le soir du 21 mai, les rebelles du MNLA prennent le contrôle d'Anéfis.
Le 24 mai, des affrontements font au moins sept morts à Tabankort, une localité de la région de Gao située à une quarantaine de kilomètres au sud-ouest d'Anéfis. Les circonstances de ce combat sont peu connues. Dans un communiqué, le MNLA parle d'une embuscade tendue par des combattants MUJAO contre les « forces de l'azawad ». Selon les sources de RFI, il s'agit plutôt de violences inter-communautaires entre deux fractions du MAA, l'un plus proche du pouvoir malien et l'autre alliée au MNLA qui lui aurait apporté son soutien pendant l'affrontement,,,. Quelques jours plus tard, un nouveau combat éclate à Tabankort, le 2 juillet, entre des hommes du MNLA et une faction du MAA.
Le 8 juillet, le MNLA évoque dans un communiqué des mouvements de troupes des « forces armées maliennes épaulées par des milices ethniques » dans la zone d'Adanane nakafar, près d'Anéfis. Le mouvement accuse ces forces d'avoir commis des vols et des pillages à Tarkint, le 7 juillet.
Le 11 juillet, Hervé Ladsous Secrétaire général adjoint aux opérations de maintien de la paix de l'ONU déclare que « Certains groupes armés ne respectent pas les accords de cessez-le-feu et c'est quelque chose qui est évidemment un grand sujet de préoccupation ».

## Forces en présence
Dans son communiqué le MNLA affirme avoir été attaqué le 11 juillet par « l'armée malienne appuyée par des milices dont celle affiliées au Mujao et à Alhaj Gamou ». Par la suite le MNLA rectifie ses déclarations dans un deuxième communiqué publié le 13 juillet, le mouvement déclare que l'armée régulière malienne n'était pas présente mais parle d'une « coalition de milices pro-gouvernementales », composée de la « milice dirigée par le Touareg de Service le général Alhaj Gamou », la « milice du MAA pro-gouvernement malien créée, entretenue et soutenue par Bamako » et la « milice du MUJAO et des narco-trafiquants ».
L'armée malienne dément être impliquée et affirme n'avoir plus de troupe dans cette zone. Cette déclaration est confirmée par Hervé Ladsous : « J’observe que l’armée malienne est absente de la région depuis deux ou trois mois. Je pense qu'il y a d’autres acteurs ».
Selon le site d'information malien Malijet, les combats opposent la branche loyaliste du MAA, dirigée par Ahmed Sidi Ould Mohamed, au MNLA allié à la branche indépendantiste du MAA, dirigé par Sidi Brahim Ould Sidati.
Cependant une partie du MAA dément combattre pour le compte du gouvernement malien. Mahmoud Jeïd, commandant de la zone ouest déclare : « Nous n’avons aucun lien avec le gouvernement du Mali. Nous avions simplement signé avec lui un accord de cessez-le-feu afin de reprendre les négociations pour un règlement définitif de la question de l’Azawad. Et nous sommes déterminés à combattre le Mali en cas de violation du cessez-le-feu ».
Selon le journal malien Le Témoin, les rebelles ont affronté une alliance de groupes armés loyalistes, constituée d'Arabes du MAA loyaliste, de Touaregs Imghad et de Songhaï de la Coordination des Mouvements et Front patriotique de résistance (CM-FPR). Ces forces auraient été commandées par Baye dit « Bojan », un Touareg Imghad ayant rejoint la milice du général Gamou après être rentré de Libye. 

## Déroulement
Selon le communiqué du 11 juillet, le MNLA affirme avoir été attaqué ce même jour, vers 5 heures, à Anéfis. Le mouvement déclare avoir agi en position de « légitime défense » et accuse ses adversaires d'avoir violé le cessez-le-feu. Un combattant du MAA déclare cependant que les affrontements ont commencé le 9 juillet.
Les combats ont lieu à Anéfis mais aussi à Tabankort et Instead,.
Le MNLA affirme avoir remporté la victoire le soir du 11 juillet et avoir mis ses adversaires en déroute en repoussant leur attaque sur Anéfis, il déclare que les miliciens sont « encerclés en dehors de leur fief habituel de Tabankort ». Il accuse également les loyalistes d'avoir pris en otages des civils lors des combats.
Cependant la coalition des groupes armés loyaliste revendique également la victoire et parle d'une « débandade » dans les rangs de ses adversaires qui n'auraient été sauvés que par l'intervention des Français de l'Opération Serval et des casques bleus de la MINUSMA.
La victoire semble cependant revenir aux rebelles qui occupent toujours Anéfis lorsque la première bataille de Tabankort s'engage une semaine plus tard.

## Pertes
Le 11 juillet, dans son premier communiqué, le MNLA affirme que les pertes sont de cinq blessés pour les « forces de l'Azawad » contre 35 morts du côté de « l'armée malienne et de ses milices », ainsi que six véhicules détruits et plusieurs dizaines de blessés. Mossa Ag Attaher, chargé de communication du MNLA, parle de son côté de 4 morts et 5 blessés pour les hommes de son mouvement contre 35 tués pour « l'armée malienne ». Dans son deuxième communiqué, le MNLA parle de plusieurs dizaines de morts du côté de ses ennemis, ainsi que de 5 hommes faits prisonniers et de plusieurs véhicules pris ou détruits. Pour ses propres forces, le MNLA affirme déplorer 4 morts et une dizaine de blessés.
Un membre du MAA loyaliste affirme de son côté à Malijet que plusieurs dizaines de combattants du MNLA ont été tués, 11 autres faits prisonniers, et qu'un de leurs véhicules a été pris et un autre détruit. 
Selon un bilan du MAA, le MNLA déplore 14 morts et quatre blessés. Par la suite, Abidine Ould Mohamed, secrétaire général adjoint du MAA, affirme que les pertes du MNLA sont de 24 morts, 17 prisonniers et quatre véhicule saisis.
Selon le site d'information malien Malijet, 37 hommes du MNLA ont été tués et plusieurs centaines blessés d'après des sources sécuritaires maliennes. Une source militaire de Reuters évoquent également 37 morts.
Le 11 juillet, selon Azawad Info, favorable aux rebelles, les combats ont fait neuf morts du côté des « mouvements Azawadiens », dont six pour le MNLA, deux pour le MAA, un pour le HCUA, contre 39 tués et des dizaines de blessés dans les rangs des loyalistes. 
Selon le journal malien Le Témoin, la coalition déclare que les affrontements ont fait 111 morts dans les rangs des rebelles, dont 47 tués pour le MAA séparatiste, 37 pour le MNLA et 27 du côté du HCUA.
D'après Le Témoin, les combats ont fait plus de 100 morts et 125 blessés. Parmi les tués figurent Sidi Mohamed, dit « Ebrez », responsable de la mort d'administrateurs maliens lors de la deuxième bataille de Kidal, et Baye dit « Bojan », présenté comme étant celui qui avait mené l'assaut des forces loyalistes.